# Parroquia Cumbaratza (Zamora Chinchipe)
La parroquia Cumbaratza (Del shuar: kumba pez y atza quebrada, que significa pez en la quebrada) es una parroquia rural en el cantón Zamora, provincia de Zamora Chinchipe, en Ecuador. Se encuentra cerca del río Zamora, en la ruta de la Carretera Troncal Amazónica y es el principal centro comercial de la zona. La parroquia posee un hermoso coliseo municipal y su principal centro educativo es la Unidad Educativa Río Zamora.

## Principales atracciones turísticas
Alrededor de la misma se han creado varios sitios de atracción turística como son: 
- Balneario-restaurante "Sendaventura". Ubicado a 500 m del aeropuerto de Cumbaratza, margen derecha. Lugar de diversión, piscina para adultos y niños, canchas de voleibol, platos de tilapia en salsa de camarón, al ajillo, frita, chicharrón de tilapia, ancas de rana, etc.
- Centro Turístico El Arenal. Un sitio de recreación que cuenta con varias cabañas, piscinas, criadero de cangrejos, jardín con plantas ornamentales y un restaurante degustando ancas de rana. Además el centro ofrece paseos a caballo y pesca deportiva.
- Estadero Sol y Selva. Ubicado en Rancho Alegre y es otro sitio de recreación que cuenta con piscina, restaurante y cancha de voleibol.
- Quesos Zamora. Pequeña industria en el barrio Rancho Alegre, en que se elaboran quesos de calidad.
- Vinos Rancho Alegre y Vinos Zamora. Ubicados en el barrio Rancho Alegre, dos familias se dedican a la producción de vinos hechos de frutas tropicales como el membrillo, mora y papaya.
- Aeropuerto de Cumbaratza. Pista de aterrizaje en la que se operaron vuelos regulares (hacia Quito y Guayaquil) solamente entre junio y diciembre de 2012, mientras que aeropuerto Ciudad de Catamayo, en la provincia de Loja, no prestó sus servicios, por remodelación y ampliación de su pista en ese periodo de tiempo. En la actualidad no se operan vuelos regulares. Se encuentra cerca del barrio Quebrada de Cumbaratza.